# Piper macvaughii
Piper macvaughii är en pepparväxtart som beskrevs av A.J. Bornstein. Piper macvaughii ingår i släktet Piper och familjen pepparväxter. Inga underarter finns listade i Catalogue of Life.